# François Joseph Antoine Bertrand de Palmarole
François Joseph Antoine Bertrand de Palmarole, né le 9 août 1755 à Saint-Féliu-d'Avall (Roussillon) et mort le 12 décembre 1816 à Argelès (Pyrénées-Orientales), est un général et homme politique français de la Révolution et de l’Empire.

## États de service
Il entre en service le 19 août 1771, comme sous-lieutenant de cavalerie, il passe lieutenant en second le 8 août 1779, lieutenant en premier le 1er mai 1787 et capitaine le 25 janvier 1792. Il sert de 1792 à 1794, à l’armée du Nord.
Le 8 mai 1793, il devient lieutenant-colonel au 13e régiment de cavalerie et il est nommé adjudant-général chef de brigade le 24 mai 1794. Il est promu général de brigade le 13 juin 1795, commandant une brigade dans la division du général Championnet à l’armée de Sambre-et-Meuse. Il est réformé le 27 septembre 1797.
De 1797 à 1800, il préside le conseil de révision de la 10e division militaire, puis de 1801 à 1803, il est désigné commissaire du gouvernement à la rentrée des émigrés, et président du canton de Perpignan. En 1804, il est nommé par l’Empereur maire de Perpignan.
Le 6 mai 1809, il est remis en activité à l’armée d’Allemagne et il est fait chevalier de la Légion d’honneur le 7 octobre 1809. Le 6 décembre 1809, il prend le commandement du dépôt de cavalerie de Tours.
De 1811 à 1814, il participe à la campagne d’Espagne au sein de l’armée de Catalogne et le 13 février 1811, il commande la 2e brigade de la division Puicerda du général Quesnel. Il participe à la reprise du fort de Figuières du 4 au 17 août 1811 et le 5 novembre il prend le commandement de la place. Il est créé baron de l’Empire le 12 novembre 1811 et il est élevé au grade d’officier de la Légion d’honneur le 6 décembre suivant.
Il est mis en-non activité le 1er septembre 1814.
Il meurt le 12 décembre 1816, à Argelès-sur-Mer.

## Dotation
- Le 30 juin 1811, donataire d’une rente de 2 000 francs sur les biens réservés à Erfut.

## Armoiries
| Figure | Nom du baron et blasonnement |
| ------ | --- |
|        | Armes du baron François Joseph Antoine Bertrand de Palmarole et de l'Empire, décret du 30 juin 1811, lettres patentes du 12 novembre 1811, officier de la Légion d'honneur Écartelé au premier et quatrième d'azur, à deux épées d'argent, parti d'or à la paline terrassée de sinople ; au deuxième des barons tirés de l'armée ; au troisième contre-écartelé, au premier d'azur au soleil d'or, au deuxième de gueules au globe cerclé et croiseté d'argent ; au troisième de sable au rocher à trois coupeaux d'argent, au quatrième d'azur au dextrochère armé, mouvant de sénestre, tenant une épée en barre, le tout d'argent, à l'écusson d'argent chargé d'une étoile de sable, brochant sur les deuxièmes et quatrièmes du troisième quartier - Livrées : les couleurs de l'écu, le verd en bordure seulement. |

## Sources
- (en) « Generals Who Served in the French Army during the Period 1789 - 1814: Eberle to Exelmans »
- « Cote LH/2041/3 », base Léonore, ministère français de la Culture
- Thierry Pouliquen, « Les généraux français et étrangers ayant servis [sic] dans la Grande Armée » (consulté le 28 août 2014)
- « La noblesse d’Empire » (consulté le 28 août 2014)
- (pl) « Napoléon.org.pl »
- Vicomte Révérend, Armorial du Premier Empire, tome 4, Honoré Champion, libraire, Paris, 1897, p. 4.